# Dicranomyia allani
Dicranomyia allani är en tvåvingeart som först beskrevs av Alexander 1959.  Dicranomyia allani ingår i släktet Dicranomyia och familjen småharkrankar. Inga underarter finns listade i Catalogue of Life.